# Thomisus tripunctatus
Thomisus tripunctatus es una especie de araña cangrejo del género Thomisus, familia Thomisidae. Fue descrita científicamente por Lucas en 1858.

## Distribución
Esta especie se encuentra en África Occidental.